# Ramusio
La noble familia italiana de los Ramusio (también Ramnusio, Rhamnusio, Rannusio) fue notable por su labor literaria y oficial durante al menos cuatro generaciones. 
Su hogar original estuvo en Rimini, y el municipio de aquella ciudad ha instalado una placa en el ayuntamiento que lleva una inscripción que puede traducirse así:
El municipio de Rimini aquí deja constancia del reconocimiento de la ciudad a la familia de los Ramusios, adornada durante los siglos XV y XVI por el ilustre jurista y hombre de letras Paolo el Viejo, que tradujo la obra de Valturio, nuestro conciudadano, a la lengua vernácula; por el físico Girolamo, exitosísimo estudiante de las lenguas orientales, y el primero en dar a Europa una traducción de Avicena; y por Giovanni Battista, cosmógrafo de la República Veneciana y secretario del Consejo de los Diez, que legó al mundo la famosa colección de viajes y travesías, considerada en su propia época una obra maravillosa y aún con autoridad plena entre las naciones civilizadas.
El más conocido de los Ramusio fue Giovanni Battista Ramusio, que publicó Delle navigationi e viaggi, una colección de relatos y biografías de viajeros, incluyendo los relatos de Marco Polo, Niccolò Da Conti, Magallanes y Giosafat Barbaro, así como la Descrittione dell' África. También publicó un resumen de la obra de Tomé Pires en las Indias, que había llegado a sus manos, aunque no conociera el nombre de su autor.